# ویت‌جت ایر
ویت‌جت ایر (ویتنامی: Công ty Cổ phần Hàng không VietJet) یک شرکت هواپیمایی ارزان قیمت ویتنامی است. این شرکت نخستین شرکت هواپیمایی خصوصی در ویتنام بوده‌است. ویت‌جت ایر در ۲۰۰۷ (میلادی) آغاز به کار کرد. تای ویت‌جت ایر از شرکت‌های هواپیمایی زیرمجموعه ویت‌جت ایر است. ۱۸ فرودگاه مقصد نهایی هواپیماهای این شرکت هستند.
این شرکت هواپیمایی به بیکینی ایرلاین معروف است ، چون مهماندارانش در برخی پروازها بیکینی میپوشند.
مالک این شرکت ، اولین زن میلیاردر ویتنام است.